# 我的出櫃好友
《我的出櫃好友》（英語：Date and Switch）為2014年美國喜劇電影，由 Chris Nelson 導演，以及杨维榕編劇。本電影於2014年2月14日在戲院上映以及在隨選視訊上發行。由Nicholas Braun，Hunter Cope，Dakota Johnson，以及Zach Cregger等主演。原始的名稱為「同志好友」(Gay Dude)。

## 劇情大意
馬帝（Matty）與麥克（Michael）兩個高中男生好朋友，他們約定好要在畢業舞會前找到女孩子並且上床。然而，馬帝突然對麥克說他是同性戀，打擊了兩個人之間的友誼。

## 卡司
- Nicholas Braun 飾演 麥克(Michael)，男主角，高中生，十八歲，試圖在畢業前找到女生終結處男。[6]
- Hunter Cope 飾演 馬帝(Matty)，麥克從小到大的好朋友，然而在高中畢業前對麥克出櫃。[5]
- 達珂塔·強生[5]飾演 安(Em)，馬帝的前女友，馬帝向她出櫃後兩人和平分手。
- Zach Cregger 飾演 喬治(Greg)，麥克與馬帝在同性戀酒吧外面遇到的對象，最後與馬帝交往。
- Nick Offerman 飾演 泰瑞(Terry)，麥克的父親。[5]
- Gary Cole 飾演 杜恩(Dwayne)，馬帝的父親。[5]
- Megan Mullally 飾演 派翠卡(Patricia)，馬帝的母親。[5]
- 莎拉·海蘭 飾演 愛娃，麥克的前女友，因為一直不肯與麥克上床，最後麥可與她分手。[6]
- 布莱恩·格拉格提 飾演 辣斯，馬帝的哥哥。[5]
- Quinn Lord 飾演 八歲的麥克
- Adam DiMarco 飾演 賈德(Jared)，麥克與馬帝在同性戀酒吧認識的同志。[7]
- Aziz Ansari 飾演 馬可斯(Marcus)

## 製作過程
Alan Yang 在2009年開始撰寫本電影的劇本。原本本劇是以「同志好友」(Gay Dude)為名，並且是獅子門的十部「微預算」作品之一，總製作費用低於200萬美金。於2011年8月間在加拿大溫哥華境內拍攝。

## 外部連結
- 互联网电影数据库（IMDb）上《我的出櫃好友》的资料（英文）